# Ruse d'amour
Pour plus de détails, voir Fiche technique et Distribution.
Ruse d'amour (Love Is Better Than Ever) est un film américain en noir et blanc réalisé par Stanley Donen, sorti en 1952.

## Synopsis
Dans une petite ville, une jeune femme propriétaire d'une école de danse, tombe amoureuse d'un dénicheur de talents de New York, célibataire endurci...

## Fiche technique
- Titre français : Ruse d'amour[1]
- Titre original : Love Is Better Than Ever
- Réalisateur : Stanley Donen
- Scénario : Ruth Brooks Flippen
- Producteur : William H. Wright
- Société de production et de distribution : Metro-Goldwyn-Mayer
- Musique : Lennie Hayton
- Photographie : Harold Rosson
- Montage :	George Boemler
- Pays d'origine :  États-Unis
- Langue originale : anglais
- Format : noir et blanc - 1,37:1 - 35 mm - son mono (Western Electric Sound System)
- Genre : comédie romantique
- Durée : 81 minutes
- Dates de sortie : 
  - États-Unis : 23 février 1952[2]
  - France : 24 février 1953[1]

## Distribution
- Larry Parks : Jud Parker
- Elizabeth Taylor : Anastacia(Stacie) Macaboy
- Josephine Hutchinson : Mme Macaboy
- Tom Tully : M. Charles E. Macaboy
- Ann Doran : Mme Levoy
- Elinor Donahue : Pattie Marie Levoy
- Kathleen Freeman : Mme Kahrney
- Doreen McCann : Albertina Kahrney
- Alex Gerry : Hamlet
- Dick Wessel : Smitty, propriétaire d'un café
- Gene Kelly : lui-même (caméo)[2]

## Production
Le film a été tourné au début de l'année 1951 mais sa sortie a été retardée d'un an après que Larry Parks a été mis sur liste noire pour ses prétendues sympathies avec le parti communiste américain. La carrière de ce dernier, nommé aux Oscars en 1947 pour son interprétation dans Le Roman d'Al Jolson, ne s'en remettra pas.